# Almamellék
Almamellék là một thị trấn thuộc hạt Baranya, Hungary. Thị trấn này có diện tích 44,33 km², dân số năm 2010 là 449 người, mật độ 10 người/km².